# Batman: Arkham Origins Blackgate
Batman: Arkham Origins Blackgate es un videojuego 2.5D de 2013 desarrollado por Armature Studio y lanzado por Warner Bros. Interactive Entertainment para las consolas portátiles Nintendo 3DS y PlayStation Vita. Basado en el superhéroe de DC Comics Batman, es un complemento del videojuego de 2013 Batman: Arkham Origins, y es parte de la serie Batman: Arkham. Fue lanzado mundialmente el 25 de octubre de 2013, con la versión de Nintendo 3DS lanzando en Europa el 8 de noviembre de 2013. El juego fue lanzado en Japón el 5 de diciembre de 2013, misma fecha que Arkham Origins para consolas domésticas, en exclusiva para la PlayStation Vita.
Una edición de lujo fue anunciada y lanzado para la eShop de Wii U, PlayStation Network, Microsoft Windows y Xbox Live Arcade el 1 de abril de 2014 en Norteamérica y el 2 de abril de 2014 en Europa. Cuenta con nuevos mapas, encuentros enemigos, niveles de dificultad, battrajes y gráficos mejorados del original.

## Jugabilidad
Armature miró los atrasos de los juegos Arkham anteriores para ver qué características funcionarían para Origins Blackgate. El desarrollador tomó muchas características de los principales juegos de consola, como las luchas, el planeo, agacharse y trepar, y fueron capaces de ponerlas en práctica en el espacio 2.5D, mientras las complementaban con aparatos que incluyen: el batarang, un arma arrojadiza; la batgarra, usada para engancharse a las superficies; y el gel explosivo que ahora puede ser disparado a distancia. Como Batman no puede saltar en el juego, la pistola-ancla se usa para acceder a los puntos más altos en el ambiente. El juego no cuenta con un sistema de puntos de experiencia, con todo el juego basándose en objetos.
El sistema de combate de flujo libre que está presente en los otros juegos Arkham ha sido construido desde cero. Batman todavía se mueve de izquierda a derecha, pero tiene la capacidad de estar en el primer plano o el fondo. El director Mark Pacini añadió que han incluido algunas capas más al modo depredador/detective. Los jugadores son capaces de ver las líneas de visión de los enemigos, que inmediatamente le permite saber si Batman puede ser visto o no por los enemigos. Cuando Batman está en modo detective, Batman cambia de color en función de su proximidad o basado en lo cerca que está de ser visto. Los miradores, las rejillas, las eliminaciones silenciosas, las patadas voladoras, el uso de armas, y las paredes frágiles regresan de los juegos de la consola también.
Origins Blackgate ofrece misiones secundarias que ayudan al jugador a juntar los eventos que conducen a la explosión que causó la fuga en masa. El diseño de niveles permite al jugador enfrentarse a los jefes del juego en cualquier orden y en cualquier momento. Como tal, el juego cuenta con múltiples finales, basados en qué jefe enfrentó último el jugador. El juego también cuenta con diferentes trajes para Batman, cada uno con sus propios atributos, que están disponibles basándose en el orden en que se juegue.

## Sinopsis

### Personajes
Origins Blackgate cuenta con una variedad de personajes de la historia de los cómics de Batman. El personaje principal es Batman (Roger Craig Smith), un superhéroe entrenado hasta la cumbre de la perfección física humana y experto en artes marciales. Él es informado por el Capitán del D.P.G.C. James Gordon (Michael Gough) sobre los sucesos que han ocurrido en la Prisión de Blackgate. Origins Blackgate trae a Batman en conflicto con el psicópata Joker (Troy Baker), el traficante de armas napoleónico Pingüino (Nolan North), y el sádico y brutal señor del crimen Máscara Negra (Brian Bloom). Batman también tiene altercados con la seductora Catwoman (Grey DeLisle), el experto tirador Deadshot, el campeón de peleas de prisión Tigre de Bronce, y el zombi monstruoso Solomon Grundy. El alcaide Martin Joseph (Khary Payton), Bane, Amanda Waller (C. C. H. Pounder) y el Capitán Rick Flag también hacen apariciones en el juego.

### Ambientación
Establecido tres meses después de los eventos de Arkham Origins, una misteriosa explosión en la prisión de Blackgate le permite al Joker, el Pingüino y Máscara Negra reunir suficientes secuaces con el fin de apoderarse de su propia sección de la prisión. Después de ser informado de que Blackgate se ha dividido en tres secciones: el Bloque de Celdas, la Zona Industrial, y las Oficinas de Administración, Batman va a investigar y descubre rápidamente que hay más que un levantamiento típico. Batman también se reúne con Catwoman y otros por primera vez, y comienza a forjar una relación con un Capitán Gordon joven.

### Trama
Mientras patrullaba Gotham una noche, Batman descubre a Catwoman robando de un edificio de alta tecnología, y la persigue, finalmente la captura y la lleva a Blackgate. Dos semanas más tarde, el Capitán Gordon contacta con Batman para informarle de una explosión en Blackgate, así como varios rehenes en poder de los internos ahora libres. La prisión se ha dividido en tres territorios principales, cada uno en poder del Joker, el Pingüino y Máscara Negra. Al entrar en la cárcel, Batman se encuentra con Catwoman, quien le informa de los rehenes retenidos dentro del área de máxima seguridad de la prisión, conocida como el Ala Arkham. Como Batman, el jugador puede optar por perseguir a los tres jefes en cualquier orden particular.
Antes de irse, Catwoman también le informa a Batman que el Joker ha cortado el suministro de aire del ala, dejando a los rehenes con poco aire. En su camino a buscar al Joker, Batman se encuentra con el Alcaide Joseph atado a unas bombas en su oficina. En un intento por liberarlo, es atacado por Deadshot, que planea matar a Batman, después de haber aceptado hacerlo por el Joker, el Pingüino y Máscara Negra. Batman es capaz de derrotarlo y rescatar al Alcalde Joseph, que le dice a Batman que Joker se encuentra en su oficina. Abriéndose camino a la oficina, Batman se enfrenta al Joker y es capaz de derrotarlo, adquiriendo los códigos necesarios para apagar el gas listo para liberarse sobre los rehenes. Él se da cuenta, sin embargo, que el suministro de aire no fue cortado como Catwoman había declarado.
En su camino a detener al Pingüino, Catwoman se reúne de nuevo con Batman, y le informa de un concurso de lucha que el Pingüino está organizando. Yendo al concurso, el Pingüino afirma que Batman debe luchar contra Tigre de Bronce hasta la muerte. Tigre de Bronce, que se niega a luchar contra Batman, lo hace pero Batman es capaz de dejarlo inconsciente. Como los hombres del Pingüino comienzan a atacar, Tigre de Bronce recupera la conciencia, y es capaz de herir al Pingüino y mantener a raya a sus hombres el tiempo suficiente para que Batman persiga al Pingüino. Batman es capaz de alcanzarlo y luego derrotarlo.
Batman descubre que Máscara Negra está tratando de sobrecargar los generadores de energía de Blackgate, causando una reacción en cadena que destruirá a sus rivales. Como él se abre camino por las alcantarillas, Batman encuentra y derrota a Solomon Grundy. Más tarde, se encuentra con Máscara Negra y sus hombres, y lucha contra ellos. Finalmente deja inconsciente a Máscara Negra, frustrando sus intentos.
Después de derrotar al Joker, al Pingüino y a Máscara Negra, Batman es capaz de entrar en el Ala Arkham donde están recluidos los rehenes. Cuando llega allí, no encuentra ningún rehén, sólo a Bane. Catwoman le dice que nunca hubo rehenes, y que Bane era el objetivo para el que fue contratada para recuperar. Batman persigue a Catwoman hasta los muelles y se enfrenta a ella. A pesar de los esfuerzos de Catwoman, Batman la derrota. Antes de que pueda descubrir la identidad de su empleador, un equipo SWAT dirigido por el capitán Rick Flag llega a arrestarla. Sin embargo, Batman cuestiona las acciones del equipo y se va volando en la noche.
El final del juego cambia, dependiendo de qué jefe se guardó para el final: Joker es encontrado por varios guardias de Blackgate, que son presuntamente asesinados. Luego, toma el uniforme de uno de ellos y huye de la escena; el Pingüino es liberado por un guardia de la prisión corrupto después de que lo soborna, y se revela que dirige sus operaciones ilegales desde el interior de la prisión. Más tarde utiliza su paraguas para matar al guardia de la prisión corrupto que lo liberó, y se va; Máscara Negra también es encontrado por unos guardias de Blackgate, pero luego se despierta de su batalla anterior y toma a uno de ellos como rehén, mientras exige que le entreguen al Joker. Uno de los guardias le dispara, pero falla y le da a una tubería, que explota. Máscara Negra es escuchado gritando, y desaparece de la escena.
A lo largo del juego, Amanda Waller es vista monitoreando los eventos de la fuga junto con Rick Flag. En una escena poscréditos, se revela que Waller fue quien contrató a Catwoman para sacar a Bane de Blackgate. Por órdenes de Waller, Catwoman fue liberada, pero ella no completó su misión principal, y el equipo de Flag tuvo que regresar a Bane a la custodia. Se ve que Waller tiene a Deadshot y a Tigre de Bronce en su helicóptero, remarcando que los ve como soldados, y no como degenerados. Mientras su helicóptero vuela lejos de Blackgate, uno de los rastreadores de Batman se ve en su bajo vientre.

## Desarrollo
El juego fue revelado por primera vez en la portada de la edición de mayo de 2013 de la revista Game Informer, revelado el 9 de abril de 2013. El director Mark Pacini reveló que el juego ha estado en desarrollo desde principios de 2012. Muchos del equipo de producción se acercaron desde Retro Studios, que desarrolló la serie Metroid Prime. Origins Blackgate tiene un ambiente y construcción similar a esos juegos. Ninguna de la tecnología de las consolas de juegos está siendo utilizada para el juego, pues todo siendo hecho por Armature desde cero. El juego utiliza un sistema de punto de control para guardar, así como tener la capacidad de guardar en cualquier lugar en cualquier momento. Todas las animaciones 2D fueron hechas en casa en Armature y tienen sonido. Mientras se establece después de los sucesos de Arkham Origins, Armature Studio trabajó cerca con WB Montreal para permitir que los juegos sean jugados en cualquier orden y no se echan a perder nada del material de cualquiera de los juegos. La historia de Origins Blackgate está escrita por Adam Beechen.
El director técnico de Armature, Jack Mathews, ha declarado que ninguna de las dos versiones es un puerto de la otra, con los gráficos como la única diferencia entre las dos plataformas. Matthews señaló además que Armature tiene herramientas personalizadas para ayudar a generar modelos de tamaño ideal y texturas para cada plataforma de una fuente común, y que la versión 3DS correría a 30 fps en 3D.

### Diseño
Las escenas parecen cómics dibujados a mano, mientras que se incluye actuación de voz. El juego añade ángulos de cámara dinámicos que ayudan a dar una mayor sensación de amplitud en el plano 2D. Por ejemplo, la cámara puede hacer un zum sobre el hombro de Batman cuando él está en una tirolesa o se cuelga en un mirador de cabeza o cuando está en una gárgola para una eliminación invertida. Al vincular el juego a Arkham Origins en la PlayStation 3, un traje basado en Beware the Batman se vuelve disponible.

## Recepción
Después de su lanzamiento, Batman: Arkham Origins Blackgate recibió críticas generalmente mixtas. Agregando el sitio web de críticas GameRankings le dio a la versión de Nintendo 3DS un 69.62% y a la versión de PlayStation Vita un 60.53%, mientras que Metacritic dio a la versión de 3DS un 68/100 y a la Vita un 61/100.
Los revisores fueron polarizados sobre la transición del juego en consolas de sobremesa a los dispositivos portátiles. Polygon e IGN dijeron que Arkham Origins Blackgate destila con éxito la mecánica de juego de Arkham Origins. Sin embargo, otros dijeron que el juego llegó a ser tan descuidado e inacabado sin hacer nada para avanzar en la serie o sus personajes.
La recepción del entorno penitenciario del juego fue en general negativa. Los revisores criticaron los diseños de niveles tan repetitivos, oscuros, y exteriores escasos decorados por el Joker, y varios críticos señalaron una dificultad en la navegación de la instalación debido a las vías mal destacadas de viajes, como paredes destructibles que no se pueden ver en absoluto fuera del modo de escaneo del juego. Game Informer señaló que incluso cuando un elemento interactivo es obvio, no se puede utilizar hasta que el jugador pasa varios segundos resaltando y escaneándolo, un proceso que encontraron inconveniente. Por el contrario, Polygon dijo que el mundo del juego presentó niveles impresionantes y expansivos, y agradeció las diversas vías desbloqueables de exploración que ocultan objetos secretos. Varios revisores fueron críticos del retroceso necesario a través de las áreas previamente exploradas, llamándolos aburridos y citando la falta de regenerar enemigos como un problema, dejando áreas despejadas permanentemente vacías. GameSpot se opuso a la dificultad de navegar algunas zonas debido al punto de vista 2.5D del juego que implica normalmente al jugador moviéndose hacia la izquierda o hacia la derecha, pero periódicamente entrando por respiraderos o puertas en el fondo de los niveles, creando perspectivas constantemente cambiantes. La navegación por los niveles se señaló como un punto de dificultad, con el mapa en el juego no definiendo claramente la ubicación del jugador, a veces haciendo que parezca que Batman está en una habitación en la que tiene que estar, cuando de hecho está varios niveles por encima o por debajo de él.
El combate familiar de la serie se considera simplificado de manera efectiva al tiempo que conserva el movimiento fluido, simple y satisfactorio de las versiones de consola con ataques contraatauqes llamativo eficaces. Algunos críticos consideran que la transición es menos exitosa, careciendo de la misma intensidad y haciendo a los enemigos más fáciles de derrotar, impidiendo el mismo rebote cinético entre enemigos de los juegos de consola. El control de Batman durante el combate se observó como menos preciso y sensible, y la perspectiva 2.5D vería a Batman a menudo centrándose en el enemigo más cercano, en lugar de lo previsto, a través de múltiples planos, evitando las estrategias de combate efectivas como los enemigos más variados comienzan a aparecer.
Polygon dijo que los combates contra jefes eran imaginativos, mientras que Game Informer dijo que eran la mejor parte de Arkham Origins Blackgate, utilizando los rasgos específicos de cada villano en sus ataques, y las estrategias para derrotarlos. IGN señaló la novedad del juego con jefes que no habían aparecido en los otros juegos Arkham, pero considera las luchas son simplificadas y dependen en gran medida de una serie de botones. Sin embargo, los revisores también encontraron las peleas frustrantes, mal explicadas, y punitivas, con ataques que pueden matar instantáneamente a Batman, que requiere largos tiempos de carga para colocar al jugador en un punto anterior en el juego, luego requiriedo un poco de marcha atrás antes de la pelea puede intentarse de nuevo.